# Тяньчжоу-1
«Тяньчжоу-1» (кит. трад. 天舟一号, пиньинь Tiānzhōu yīhào, палл. Тяньчжоу ихао, буквально: «Небесный корабль №1») — первый китайский грузовой космический корабль серии «Тяньчжоу». Единственный корабль этой серии, совершивший полёт к станции «Тяньгун-2».

## Подготовка и запуск
В феврале 2017 года, на космодроме Вэньчан начались тестирования корабля «Тяньчжоу-1».
Запуск ракеты-носителя «Чанчжэн-7» с космическим кораблем состоялся в четверг, 20 апреля 2017 года, в 11:41 UTC, с космодрома Вэньчан в провинции Хайнань.

## Задачи и ход полёта
22 апреля в 04:16 UTC грузовой космический корабль «Тяньчжоу-1» и лаборатория «Тяньгун-2» впервые совершили успешную стыковку в автоматическом режиме в открытом космосе на высоте около 385 км.
Основная задача «Тяньчжоу-1» — продемонстрировать процесс дозаправки орбитальной станции доставленным на корабле топливом. Это ключевая операция, которая будет необходима для полноценного функционирования будущей китайской орбитальной станции с постоянным присутствием экипажа. Второе поколение стыковочного механизма, установленное на корабле, содержит 4 передаточных топливных интерфейса для перемещения топлива с корабля в топливные баки лаборатории. В герметичном отсеке корабля размещён груз, имитирующий доставку на космическую станцию припасов для экспедиции из 3 человек.
В будущем грузовой корабль будет доставлять на китайскую станцию необходимые грузы, включая топливо, предметы бытового обихода для космонавтов, научно-исследовательское оборудование, запчасти для обслуживания станции и другое.
Планируется, что в течение 5-месячной миссии корабль осуществит три последовательные стыковки с лабораторией, чтобы дозаправить её, а также провести серию физических и медицинских экспериментов в условиях микрогравитации. Суммарно в состыковке с лабораторией корабль проведёт около 2 месяцев, и около 3 месяцев — в свободном полёте. Перед последней, третьей, состыковкой, корабль проведёт симуляцию скоростного профиля сближения с «Тяньгун-2» (подобно короткой, 6-часовой, схеме полёта российских кораблей «Союз» и «Прогресс» на МКС), который будут использовать в будущем китайские пилотируемые корабли.
Корабль доставил на орбиту стволовые клетки, из которых планируется выращивать в условиях невесомости человеческие органы.
27 апреля, в 11:07 UTC, был успешно завершён первый эксперимент по заправке лаборатории доставленным топливом. Это сделало Китай третьей страной (после России и США), выполнившей дозаправку космического аппарата на орбите.
Второй эксперимент по дозаправке «Тянгун-2» продолжался в течение двух дней и завершился 15 июня 2017 года, в 10:28 UTC.
- 19 июня произведена расстыковка, автономный полет и вторая стыковка «Тяньчжоу-1» с «Тяньгун-2»[11].
- 21 июня произведена расстыковка «Тяньчжоу-1» с «Тяньгун-2».
- 1 августа с борта корабля был запущен кубсат. Это был первый кубсат, запущенный Китаем с борта космического корабля[12].
- 12 сентября была произведена третья стыковка «Тяньчжоу-1» с «Тяньгун-2». Данная стыковка отрабатывала ускоренную стыковку со станцией.[11]
- 16 сентября завершен третий тест на дозаправку[13].
- 17 сентября произведена расстыковка «Тяньчжоу-1» с «Тяньгун-2».[13]
- 22 сентября 2017 года грузовой корабль «Тяньчжоу-1» был сведен с орбиты.[14]